# Öt lépés Kairó felé
Az Öt lépés Kairó felé (eredeti cím: Five Graves to Cairo – „öt sír Kairóig”)  1943-ban bemutatott amerikai fekete-fehér háborús filmdráma Billy Wilder rendezésében. A főszerepben Franchot Tone és Anne Baxter. A forgatókönyv Bíró Lajos Színmű négy felvonásban színdarabja alapján készült.
A film története a második világháború idején játszódik.

## Cselekménye
„1942 júniusában a brit nyolcadik hadsereg számára rosszul mennek a dolgok. Megverték és szétszórták őket, menekülniük kell. Tobruk elesett. A győzelmes Rommel és az Afrika Korps visszaszorította a briteket Kairó és a Szuezi-csatorna irányába.”
1942, Líbia és Egyiptom közötti sivatag, nagyjából a Tobruk – Kairó vonalon.
A líbiai sivatagban egy magányos brit harckocsi közeledik a homokbuckákon. Legénysége meghalt, egy főt kivéve. John Bramble szakaszvezető (Franchot Tone) az egyetlen túlélő. Kimászik a tankból és valahogy elvergődik egy lakott településig, Szidi Halfajáig. Az Empress of Britain (=Britannia űrnője) szállodánál a napszúrás miatt delíriumba esik és láthatatlan katonákhoz beszél. A szállodatulajdonos Farid (Akim Tamiroff) sós víz itatásával segít rajta. A személyzet rajta kívül még egy francia szobalányból áll, ő  Mouche (Anne Baxter), aki valamikor Marseille-ből jött. A szakács az előző napi német bombázáskor elmenekült, a pincér, az elzászi származású Davos pedig a pincében meghalt. Bramble elájul, de ekkor megérkeznek a németek a településre. Faridnak csak annyi ideje van, hogy az élettelen testet a pult mögé húzza (Mouche azt ajánlja, hogy hagyja szem előtt, mert akkor a németek csak az angolt ölik meg). A németek a szállodában állítják fel parancsnokságukat, Erwin Rommel (Erich von Stroheim) tábornagy vezetésével. Bramble közben magához tér, és a személyzet szobájában a pincér ruháiba öltözik.
Amikor Rommel személyes beszélgetésre hívja és brandyvel kínálja, kiderül, hogy az igazi Davos német kém volt. Megtudja, hogy a németek nagy sebességgel haladnak tovább Kairó felé, és Davost előre fogják küldeni, hogy az ellenséges erőket kikémlelje és semlegesítse. Bramble ellopja a bohém, állandóan operákat éneklő olasz ezredes, Sebastiano (Fortunio Bonanova) kézifegyverét, hogy másnap, amikor beviszi a reggelit, azzal ölje meg Rommelt. Másnap reggelre azonban a fegyver eltűnik, mert Mouche elrejtette az ajtó szemöldökfája fölé, és ő szolgálja fel a reggelit Rommelnek, aki azonban mogorván fogadja a nőt. Mouche azt kéri tőle, hogy szabadítsa ki egyik testvérét, aki egy fogolytáborban van Németországban. Rommel ridegen tájékoztatja, hogy három példányban kitöltött kérvényt kell beadnia a Vöröskereszthez, mert ő személyesen nem tehet semmit.
Még aznap fogoly brit tiszteket hoznak ebédre a hotelbe, akik közül az egyik felismeri, hogy Davos személye „megváltozott”. Bramble gyorsan elmondja neki, hogy kicsoda ő. A tiszt parancsot ad rá, hogy ne ölje meg Rommelt, mert akkor nem tudnak információkat kiszedni belőle.
Az ebédnél baráti beszélgetés alakul ki az ellenséges tisztek között, sőt Rommel azt is felajánlja, hogy 20 kérdésre hajlandó válaszolni. A brit tisztek a korábbi csaták alkalmával alkalmazott taktikájáról faggatják, majd a jövőbeli eseményekre terelődik a szó. Nyilvánvaló, hogy a gyors előrenyomulás feltétele a megfelelő logisztika, vagyis az utánpótlás biztosítása. Rommel elárulja, hogy a szárazföldön közlekedő teherautók csak álcázásból kellenek. A megfelelő mennyiségű üzemanyagot a tankokhoz, a vizet a katonáknak és a lőszert már jó előre elrejtették a sivatagban 5 sírban, így azok felhasználásával gyorsan el tudnak jutni Kairóig, és ezt az utánpótlási vonalat a britek nem tudják megtámadni.
Bramble rájön, hogy a németek régészeti ásatások ürügyével jártak korábban Egyiptomban és akkor ásták el a készleteket. Rommel a szobájában még a térképet is megmutatja neki, „amin az angolok nem találnák meg a raktárakat, pedig ott van a szemük előtt” – mondja neki, és Bramble sem fedezi fel őket. Rommel „Y”, „P” és „T” jelzésű raktárakról beszél.
Bramble a szobájában rájön, hogy a térképen látható betűkről van szó, ahol Egyiptom angol neve szerepel: „EGYPT”. Bramble elhatározza, hogy később visszamegy Rommel szobájába és lemásolja a térképet.
Bramble és Mouche a történet során többször összecsapnak. Mouche nyíltan kifejezi ellenszenvét a britekkel szemben. Mint kiderül, ez a Dunkirk-i csata miatt van, ahol a németek a tengerbe szorították a katonákat, köztük franciákat is és Mouche egyik fivére ott halt meg. Bár Rommel nem segít neki másik testvére megmentésében, Schwegler hadnagy (Peter van Eyck) hajlandónak mutatkozik rá, hogy táviratozzon Berlinbe, ahol befolyásos barátai vannak. Mouche megadja neki testvére és a tábor nevét. Schwegler azonban valójában nem küld táviratot sehova, ahogy nem sokkal később maga Rommel mondja el a lánynak, és megmutatja neki a hamis táviratokat.
Éjszaka angol repülőgépek bombázzák a térséget, mindenki levonul a pincébe. Bramble kihasználja a helyzetet, és egy darab szúnyoghálóra felrajzolja a térkép szélességi és hosszúsági vonalait és a német raktárak helyzetét (amik a betűk közepén lévő köröknél vannak).
A bombázás azonban elmozdítja a pincében a romokat, és láthatóvá válik a valódi Davos ortopéd cipője. Schwegler szembesíti ezzel Bramble-t, aki elmenekül, de Schwegler üldözi és többször utána lő (de nem találja el). Végül Bramble lelövi Schweglert Rommel szobájában, majd elvonszolja a személyzeti szobába.
Schweglert keresni kezdik és meg is találják a személyzeti szobában. A gyilkossággal Mouche-t vádolják, bár Rommel megértően viszonyul az esethez és feltételezi, hogy a lány önvédelemből tette. Másnapra szabályos tárgyalást ígér neki. Bramble-t még aznap este 9-kor elviszik oldalkocsis motoron Kairó felé. Bramble előzőleg átadott Faridnak néhány hamis bizonyítékot, amik azt mutatták volna, hogy ő ölte meg Schweglert.
A Bramble által szállított létfontosságú információk birtokában a britek felrobbantják a németek két raktárát (ezt csak a térképen mutatják, ahol a két betű közepe „robban”), így Rommel nem tud tovább haladni Kairó felé.
Bramble Kairóban egy elegáns női esernyőt vásárol, amiről Mouche korábban azt mondta, hogy ilyet szeretne.  Az angol csapatok visszafoglalják a kis települést, ahol Bramble pincérként tevékenykedett. Bramble (akit előléptettek), az esernyőt elővéve a harckocsiból, vidáman megy a hotelbe. Farid azonban szomorú hírt közöl vele. A németek megtartották a tárgyalást, el is engedték volna Mouche-t, de ő többször azt kiáltotta, hogy „a britek visszajönnek!”, ezért rémhírterjesztésért halálra ítélték, majd halálra verték. Bramble kimegy a közeli temetőbe, ahol csak katonasírok vannak, és a lány sírján hagyja az ernyőt.

## Szereposztás
- Franchot Tone – John Bramble angol szakaszvezető / Davos, pincér
- Anne Baxter – Mouche, szobalány
- Akim Tamiroff – Farid, egyiptomi szállodatulajdonos
- Erich von Stroheim –  Erwin Rommel, német tábornagy
- Peter Van Eyck – Schwegler, német hadnagy
- Fortunio Bonanova – Sebastiano, olasz ezredes

## Megjelenése
A mozik 1943. május 4-én mutatták be (tehát még a film történetéül szolgáló második világháború alatt), DVD-n 1997. június 10-én jelent meg.

## Fogadtatás
A filmkritikusok véleményét összegző Rotten Tomatoes 100%-ra értékelte 13 vélemény alapján.
Bosley Crowther, a The New York Times kritikusa vegyes értékelést adott a filmnek. Csak a Rommelt alakító színész teljesítményével volt elégedett.
A Variety magazin szerint a film „dinamikus, állandóan mozgásban van”, és dicséri Wilder rendezését, amivel „a történet különböző elemeit kézben tartja, és fenntartja a feszültséget a nagyszerűen ábrázolt figurákkal”.
Dave Kehr, a Chicago Reader kritikusa szerint „erőteljes kémfilm”.

## Díjak, jelölések
Jelölések:
A filmet három Oscar-díjra jelölték: „legjobb vágás”, „legjobb fényképezés” és „legjobb művészeti rendezés” kategóriákban. (Hans Dreier, Ernst Fegté, Bertram C. Granger).

## Forgatási helyszínek
A belső felvételek helyszíne a Paramount Studios volt – 5555 Melrose Avenue, Hollywood, Los Angeles, Kalifornia, USA

## Érdekesség
- Billy Wilder először Cary Grantet szerette volna Bramble szerepében látni, de Grant többször visszautasította.
- A német szerepeket német színészek játszották, és a filmben németül is megszólalnak, bár a nézők kedvéért gyakorlatilag végig angolul beszélnek. Az autentikus német kiejtés alól von Stroheim kivétel volt, akin időnként hallatszott, hogy Ausztriából származik és 24 éves korában az Egyesült Államokba emigrált. A szerepe szerint brit főhőst amerikai színész játszotta, akinek kiejtése jól hallhatóan amerikai volt.

## Fordítás
- Ez a szócikk részben vagy egészben  a   Five Graves to Cairo című angol Wikipédia-szócikk fordításán alapul.  Az eredeti cikk szerkesztőit annak laptörténete sorolja fel. Ez a jelzés csupán a megfogalmazás eredetét és a szerzői jogokat jelzi, nem szolgál a cikkben szereplő információk forrásmegjelöléseként.